# Greby gravfält

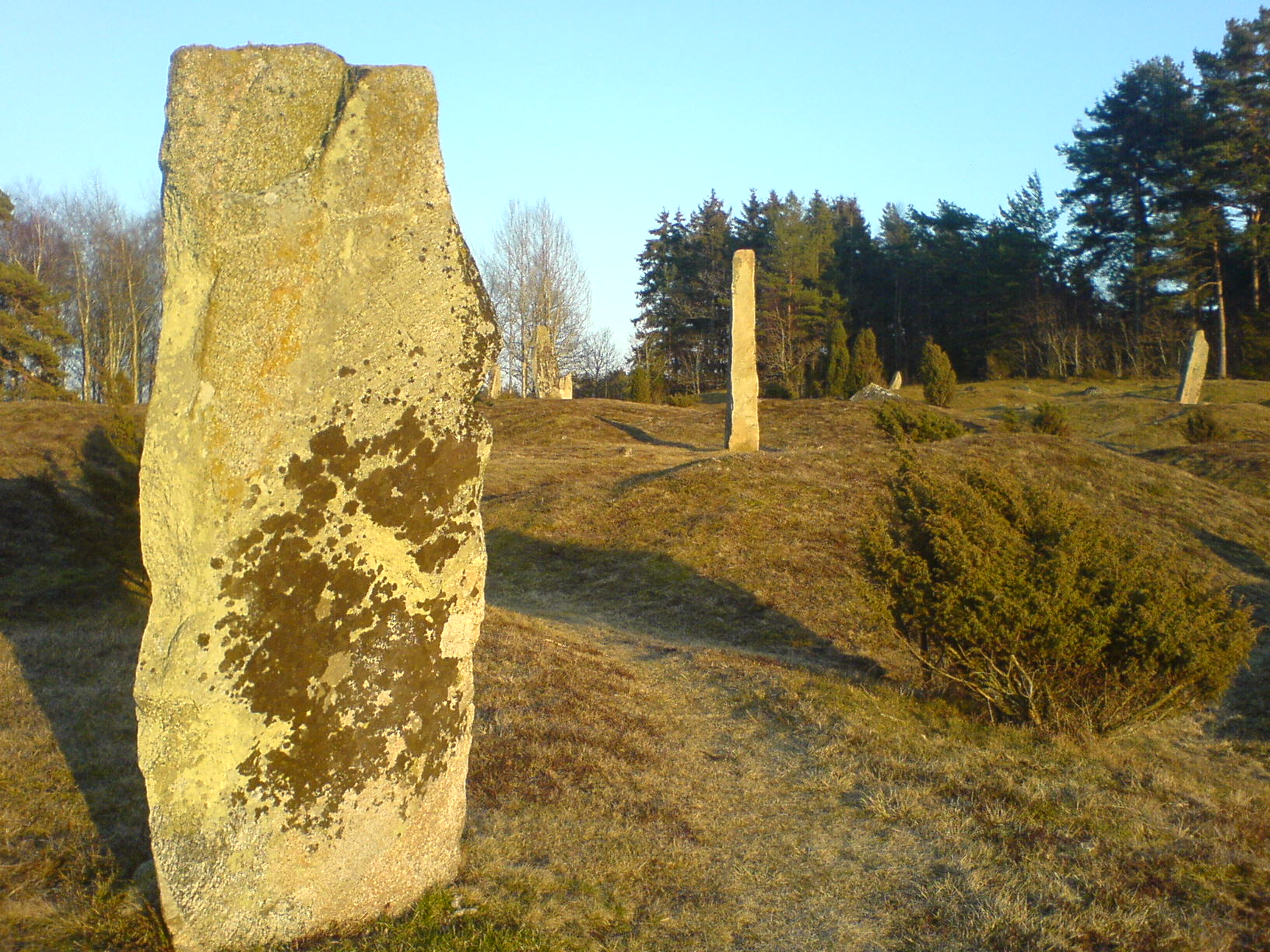
Greby gravfält i mars 2007

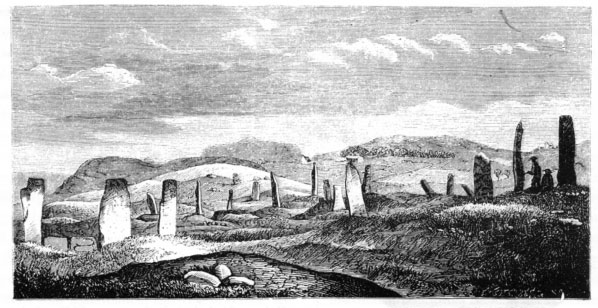
Greby gravfält på 1800-talet. G. Brusewitz

Greby gravfält ligger strax norr om Grebbestad i Tanums kommun och är Bohusläns största gravfält. 
På gravfältet finns omkring 200 gravar från järnåldern, ca 400-500 e.Kr. De är utformade som runda och ovala gravhögar och stensättningar. Där finns även ett 40-tal resta stenar, så kallade bautastenar. 
I samband med en undersökning av elva gravar år 1873 av Oscar Montelius hittades lerkrukor med brända ben och enkla personliga tillhörigheter (kamfragment, pärlor och sländtrissor), men inga vapen. Några av fynden pekar på att platsen hade förbindelser med Norge, England och Tyskland.
Troligen har gravfältet använts av de boende på en närbelägen handelsplats belägen vid näset mellan nuvarande Grebbestadskilen och Sannäsfjorden. Enligt arkeologen Lasse Bengtsson är gravfältet alltför stort för att enbart vara anlagt för den närliggande jordbruksbyn Greby.
Enligt en lokal legend ska de på gravfältet begravda vara stupade skotska krigare.